# Nitro+CHiRAL
Nitro+CHiRAL(니트로 플러스 키럴)은 주식회사 니트로 플러스가 설립한 BL 게임 브랜드. 대표작은 《토가이누의 피》. 주요 시나리오 라이터는 후치이 카부라, 원화가는 타타나 카나, 오니츠카 세이지.(타타나 카나는 2006년, 오니츠카 세이지는 2009년 퇴사).

## 발매 게임목록
- 2005년 2월 25일 - 토가이누의 피
- 2006년 10월 27일 - Lamento -BEYOND THE VOID-
- 2008년 1월 25일 - キラル盛
- 2008년 5월 29일 - 토가이누의 피 True Blood
- 2008년 12월 19일 - sweet pool
- 2010년 6월 7일 - 거짓의 아르카넷 (CHiRAL MOBiLE에서 서비스)
- 2012년 3월 23일 - DRAMAtical Murder
- 2013년 4월 26일 - DRAMAtical Murder re : connect

## 스탭
- 프로듀서: 데지 타로
- 총지휘&디렉션: 우로부치 겐
- 시나리오 라이터: 후치이 카부라
- 그래픽: 나마니쿠 앗타카이
- 스크립터: 치요코 레이토
- SD 캐릭터 원화: 유퐁
- 광고: 키럴군

## 기존 스탭
- 원화: 타타나카나 (토가이누의 피, Lamento~Beyond the Void~)
- 원화: 오니츠카 세이지 (Sweet Pool)
- 원화: 호냐라라 (DRAMAtical Murder, DRAMAtical Murder re:connet)

- 원화: 유퐁 (키랄모리, 원코인 피규어 원화)
- 원화: 야마다 우이로우 (나이토군(키랄의 소니코 격의 캐릭터), 타타나카나 퇴사 이후의 토가치·라멘토 관련 원화)

## 같이 보기
- 니트로 플러스